# ويليام إي. هيس
ويليام إي. هيس هو محامي وسياسي أمريكي، ولد في 13 فبراير 1898 في سينسيناتي في الولايات المتحدة، وتوفي بنفس المكان في 14 يوليو 1986. نشط حزبياً في الحزب الجمهوري. وقد انتخب عضو المجلس المحلي ‏ (1922 – 1926) وانتخب عضو مجلس النواب الأمريكي ‏.